# Frederick Almgren
Frederick Almgren (anglès: Frederick J. Almgren Jr.)  (Birmingham, 3 de juliol de 1933 - Princeton, 5 de febrer de 1997) va ser un matemàtic estatunidenc.

## Vida i Obra
Fred Almgren va agafar un camí indirecte cap a les matemàtiques: després de Graduar-se com enginyer a la universitat de Princeton el 1955, va estar tres anys fent de pilot aeri a la Marina dels Estats Units d'Amèrica. El 1958 va deixar el servei actiu, tot i que va romandre a la Reserva fins al 1975, per ingressar a la universitat Brown en la qual va obtenir el doctorat en matemàtiques el 1962 defensant una tesi dirigida per Herbert Federer.
El 1962 va ser nomenat professor de la universitat de Princeton, en la qual va fer tota la seva carrera acadèmica, excepte algunes estances a l'Institut d'Estudis Avançats de Princeton, la més llarga de les quals va ser el període 1963-1965.
A mitjans de 1996 va contraure una mielodisplàsia (un tipus de càncer de medul·la òssia) de la qual va ser operat a Boston amb un transplant de cèl·lules de la seva germana i, tot i que aparentment va anar bé i va recuperar part de la seva activitat, el gener de 1997 va contraure una pneumonia de la qual va morir el 5 de febrer de 1997.
Almgren va publicar una seixantena d'articles científics i mitja dotzena de llibres. El seu camp de treball principal va ser l'anàlisi geomètrica, el càlcul de variacions geomètric i la teoria de la mesura. Va ser l'introductor del terme varifold per a referiri-se a determinats tipus de varietats diferenciables i l'autor dels teoremes de regularitat i d'isomorfisme de les superfícies minimals. També va fer un treball notable sobre el problema de Plateau, demostrant, en un article de més de 1700 pàgines publicat de forma pòstuma, que el conjunt de singularitats d'una superfície minimal ha de tenir dues dimensions menys que la superfície considerada.